# 안항구에라
안항구에라(Anhanguera)는 중생대 백악기 후기, 남아메리카 대륙에 서식했던 익룡이다. '익룡목'-'오르니토케이루스과'에 속하는 종이다. 학명은 "옛날 악마"라는 의미를 갖고 있다. 화석은 브라질에서 발견되었다. 날개를 폈을 때의 전체 길이는 약 5m, 체중은 25kg정도 되었을 것으로 추정된다.